# Ugo Sivocci

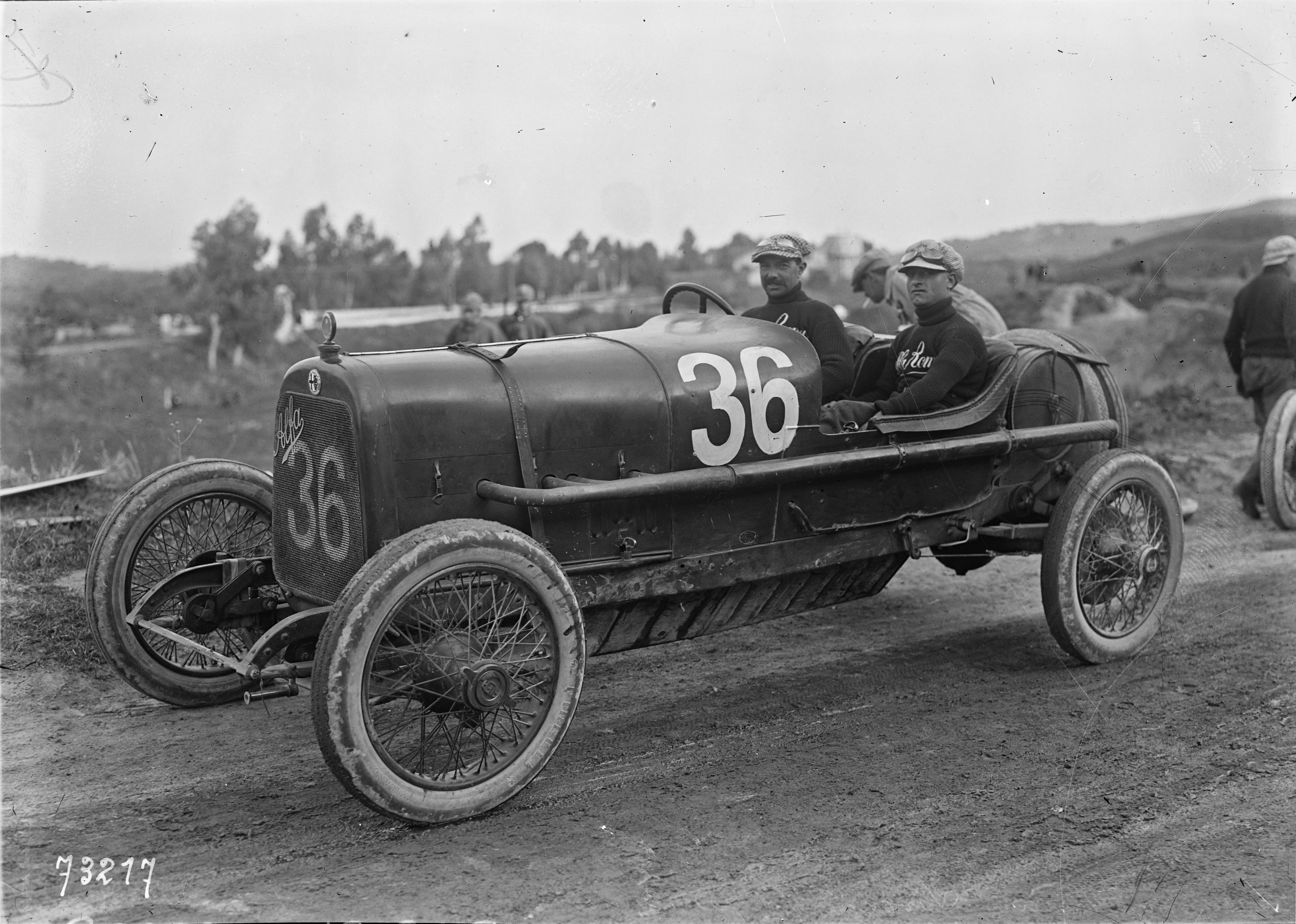
Sivocci auf Alfa Romeo bei der Targa Florio 1922.

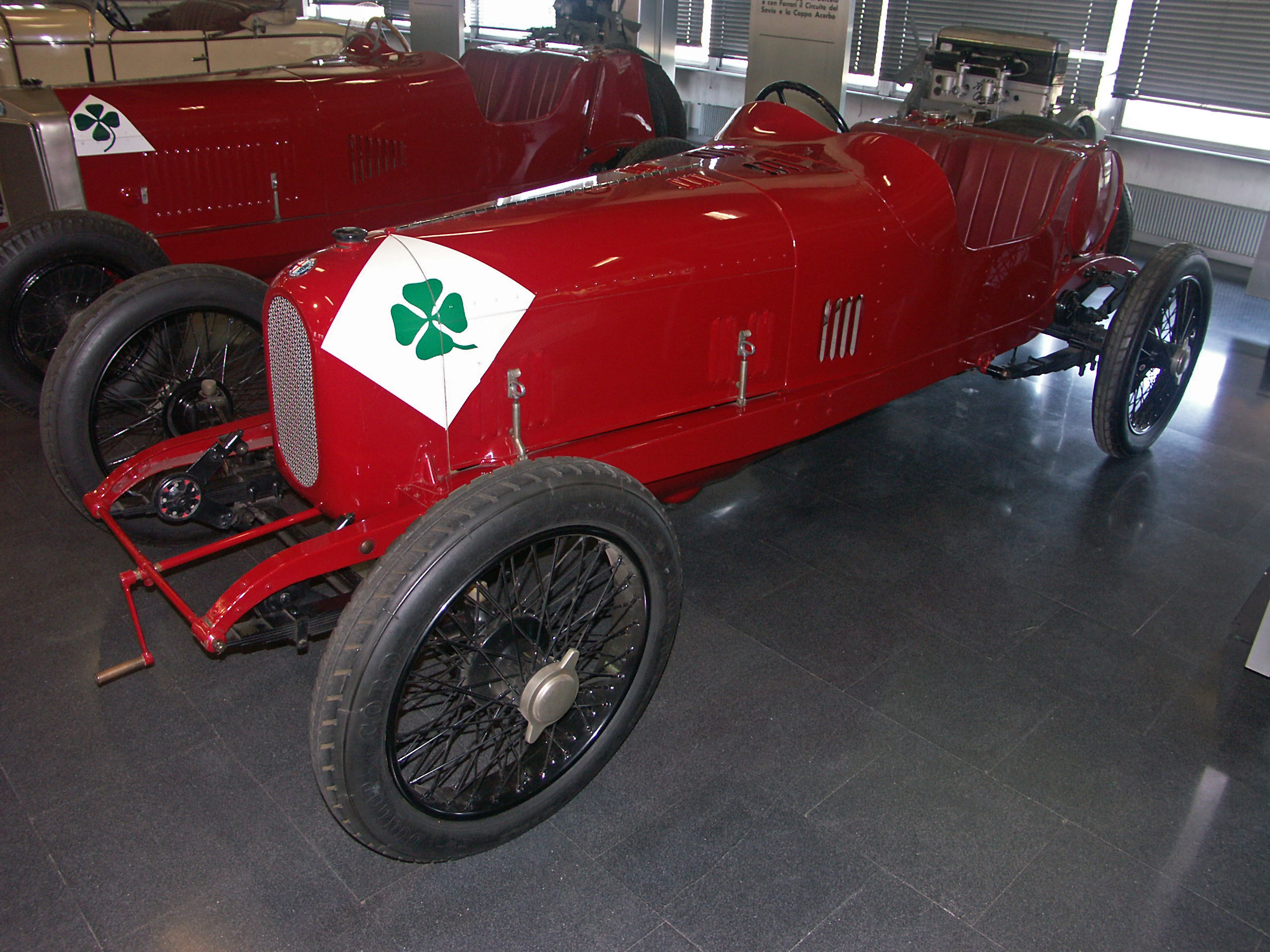
Alfa Romeo RL mit dem Quadrifoglio verde

Ugo Sivocci (* 29. August 1885 in Salerno; † 8. September 1923 in Monza) war ein italienischer Automobilrennfahrer.

## Karriere
Sivocci bestritt zunächst Fahrradrennen. Nach dem Ersten Weltkrieg arbeitete er als Automechaniker in Mailand, dabei lernte er Enzo Ferrari kennen. 1920 wechselten beide zum Rennteam von Alfa Romeo. Mit dem Alfa Romeo 20-30 ES Sport erzielte Sivocci den zweiten Platz beim Bergrennen Parma–Poggio di Berceto. 1923 trat Alfa Romeo mit dem RL an und gewann sofort zahlreiche Rennen.
Für die Targa Florio 1923 hatte Ugo Sivocci zuvor auf die Motorhaube ein grünes vierblättriges Kleeblatt auf weißem Viereck (ital.: Quadrifoglio verde) als Glücksbringer gemalt. Als er das Rennen gewann, wurde das Quadrifoglio Verde ein bis heute noch gültiges Markenzeichen für die im Rennsport eingesetzten Fahrzeuge von Alfa Romeo. Bei diesem Rennen auf dem Medio circuito delle Madonie belegte Alfa Romeo neben dem ersten Platz mit Antonio Ascari und Giulio Masetti auch noch den zweiten und vierten Platz.
Es wird gesagt, dass Sivocci abergläubisch war. Die Targa Florio 1923 gewann er mit der ansonsten unheilvollen Nummer 13. Sivocci startete wenig später mit dem neuen P1 beim Großen Preis von Italien in Monza. Entgegen seinem Wunsch befand sich das Quadrifoglio verde noch nicht auf dem Wagen. In der erst später so benannten Ascari-Kurve geriet er im Training von der Rennstrecke und verunglückte tödlich. Sein Wagen trug diesmal die Nummer 17. Seitdem ist die Startnummer 17 nie mehr an italienische Rennwagen vergeben worden.